# Campionati mondiali juniores di sci alpino 2024
I Campionati mondiali juniores di sci alpino 2024, 43ª edizione della manifestazione organizzata dalla Federazione internazionale sci e snowboard, si sono svolti in Alta Savoia, in Francia, dal 28 gennaio al 3 febbraio. Il programma ha incluso gare di discesa libera, supergigante, slalom gigante, slalom speciale e combinata a squadre, sia maschili sia femminili, e una gara a squadre mista.

## Organizzazione e impianti
La gare si sono disputate nelle località di Avoriaz, Châtel, Les Gets, Morzine e Saint-Jean-d'Aulps, stazioni sciistiche che fanno parte del comprensorio delle Portes du Soleil. In seguito all'invasione russa dell'Ucraina del 2022, gli atleti russi e bielorussi sono stati esclusi dalle competizioni.

## Risultati

### Uomini

#### Discesa libera
| Pos. | Atleta             | Nazione  | Tempo   |
| ---- | ------------------ | -------- | ------- |
| 1    | Livio Hiltbrand    | Svizzera | 1:19,05 |
| 2    | Gregorio Bernardi  | Italia   | 1:19,40 |
| 3    | Max Perathoner     | Italia   | 1:19,52 |
| 4    | Lenz Hächler       | Svizzera | 1:19,57 |
| 5    | Simen Sellæg       | Norvegia | 1:19,74 |
| 6    | Philipp Kälin      | Svizzera | 1:19,94 |
| 7    | Felix Endstrasser  | Austria  | 1:20,07 |
| 8    | Aksel Hammer       | Norvegia | 1:20,24 |
| 9    | Leonardo Rigamonti | Italia   | 1:20,38 |
| 9    | Felix Rösle        | Germania | 1:20,38 |

Località: Châtel

Data: 30 gennaio

Ore: 10.30 (UTC+1)

Pista: Linga

Partenza: 1 867 m s.l.m.

Arrivo: 1 198 m s.l.m.

Lunghezza: 2 475 m

Dislivello: 669 m

Porte: 37

Tracciatore: Cyril Vieux (Francia)

#### Supergigante
| Pos. | Atleta                  | Nazione     | Tempo   |
| ---- | ----------------------- | ----------- | ------- |
| 1    | Max Perathoner          | Italia      | 1:12,27 |
| 2    | Ander Mintegui          | Spagna      | 1:12,48 |
| 3    | Livio Hiltbrand         | Svizzera    | 1:12,49 |
| 4    | Alban Elezi Cannaferina | Francia     | 1:12,59 |
| 5    | Johs Bråthen Herland    | Norvegia    | 1:12,64 |
| 5    | Thomas Zippert          | Svizzera    | 1:12,64 |
| 7    | Jay Poulter             | Stati Uniti | 1:12,71 |
| 8    | Leonardo Rigamonti      | Italia      | 1:12,76 |
| 9    | Edgar Meyer             | Francia     | 1:12,79 |
| 10   | Florian Vogt            | Svizzera    | 1:12,81 |

Località: Châtel

Data: 31 gennaio 

Ore: 12:15 (UTC+1)

Pista: Linga

Partenza: 1 730 m s.l.m.

Arrivo: 1 198 m s.l.m.

Lunghezza: 1 9925 m

Dislivello: 532 m

Porte: 40

Tracciatore: Stefan Johnsen Havnelid (Norvegia)

#### Slalom gigante
| Pos. | Atleta                  | Nazione     | Tempo   |
| ---- | ----------------------- | ----------- | ------- |
| 1    | Ryder Sarchett          | Stati Uniti | 2:06,97 |
| 2    | Alban Elezi Cannaferina | Francia     | 2:07,03 |
| 3    | Fabian Ax Swartz        | Svezia      | 2:07,07 |
| 4    | Stefano Pizzato         | Italia      | 2:07,11 |
| 5    | Flavio Vitale           | Francia     | 2:07,33 |
| 6    | Rasmus Bakkevig         | Norvegia    | 2:07,37 |
| 7    | Nickco Palamaras        | Germania    | 2:07,79 |
| 8    | Johs Bråthen Herland    | Norvegia    | 2:07,91 |
| 9    | Emil Nyberg             | Svezia      | 2:07,99 |
| 10   | Simen Sellæg            | Norvegia    | 2:08,27 |

Località: Saint-Jean-d'Aulps

Data: 3 febbraio

Pista: Esserailloux

Partenza: 1 735 m s.l.m.

Arrivo: 1 426 m s.l.m.

Dislivello: 309 m

1ª manche:

Ore: 10:00 (UTC+1)

Porte: 44

Tracciatore: Valentin Crettaz (Svizzera)

2ª manche:

Ore: 13.30 (UTC+1)

Porte: 43

Tracciatore: Florian Warmuth (Austria)

#### Slalom speciale
| Pos. | Atleta            | Nazione     | Tempo   |
| ---- | ----------------- | ----------- | ------- |
| 1    | Lenz Hächler      | Svizzera    | 1:40,70 |
| 2    | Moritz Zudrell    | Austria     | 1:41,09 |
| 3    | Hans Grahl-Madsen | Norvegia    | 1:41,27 |
| 4    | Theodor Brækken   | Norvegia    | 1:41,57 |
| 5    | Stanley Buzek     | Stati Uniti | 1:41,69 |
| 6    | Fabian Ax Swartz  | Svezia      | 1:41,71 |
| 7    | Cooper Puckett    | Stati Uniti | 1:41,75 |
| 8    | Camden Palmquist  | Stati Uniti | 1:42,10 |
| 9    | Edoardo Saracco   | Italia      | 1:42,16 |
| 10   | Philip Jonsson    | Svezia      | 1:42,21 |

Località: Morzine

Data: 2 febbraio

Pista: Stade du Pleney

Partenza: 1 210 m s.l.m.

Arrivo: 1 010 m s.l.m.

Dislivello: 200 m

1ª manche:

Ore: 14:30 (UTC+1)

Porte: 60

Tracciatore: Seb Brenier (Francia)

2ª manche:

Ore: 17:45 (UTC+1)

Porte: 61

Tracciatore: Alexander Ploner (Italia)

#### Combinata a squadre
| Pos. | Nazione     | Atleti                                  |
| ---- | ----------- | --------------------------------------- |
| 1    | Italia I    | Max Perathoner Edoardo Saracco          |
| 2    | Francia I   | Alban Elezi Cannaferina Antoine Azzolin |
| 3    | Austria III | Moritz Zudrell Jakob Greber             |

Data: 31 gennaio

1ª manche:

Località: Châtel

Ore: 12:15 (UTC+1)

Pista: Linga

Partenza: 1 730 m s.l.m.

Arrivo: 1 198 m s.l.m.

Lunghezza: 1 9925 m

Dislivello: 532 m

Porte: 40

Tracciatore: Stefan Johnsen Havnelid (Norvegia)

2ª manche:

Località: Morzine

Ore: 18:00 (UTC+1)

Pista: Stade du Pleney

Partenza: 1 210 m s.l.m.

Arrivo: 1 014 m s.l.m.

Dislivello: 196 m

Porte: 57

Tracciatore:

### Donne

#### Discesa libera
| Pos. | Atleta                | Nazione     | Tempo   |
| ---- | --------------------- | ----------- | ------- |
| 1    | Victoria Olivier      | Austria     | 1:08,39 |
| 2    | Malorie Blanc         | Svizzera    | 1:08,40 |
| 3    | Rosa Pohjolainen      | Finlandia   | 1:08,79 |
| 4    | Sara Thaler           | Italia      | 1:08,88 |
| 5    | Laura Huber           | Svizzera    | 1:08,97 |
| 6    | Matilde Lorenzi       | Italia      | 1:09,22 |
| 7    | Allison Mollin        | Stati Uniti | 1:09,34 |
| 8    | Carlotta De Leonardis | Italia      | 1:09,45 |
| 9    | Nora Guggisberg       | Svizzera    | 1:09,46 |
| 9    | Katharina Lechner     | Germania    | 1:09,46 |

Località: Châtel

Data: 30 gennaio

Ore: 12:00 (UTC+1)

Pista: Linga

Partenza: 1 729 m s.l.m.

Arrivo: 1 198 m s.l.m.

Lunghezza: 1 915 m

Dislivello: 531 m

Porte: 30

Tracciatore: Cyril Vieux (Francia)

#### Supergigante
| Pos. | Atleta                    | Nazione  | Tempo   |
| ---- | ------------------------- | -------- | ------- |
| 1    | Malorie Blanc             | Svizzera | 1:15,03 |
| 2    | Viktoria Bürgler          | Austria  | 1:15,50 |
| 3    | Nicole Eibl               | Austria  | 1:16,17 |
| 4    | Valentina Rings-Wanner    | Austria  | 1:16,25 |
| 5    | Katharina Lechner         | Germania | 1:16,55 |
| 5    | Garance Meyer             | Francia  | 1:16,55 |
| 7    | Isabella Pedrazzi         | Svizzera | 1:16,62 |
| 8    | Matilde Lorenzi           | Italia   | 1:16,63 |
| 9    | Madeleine Sylvester-Davik | Norvegia | 1:16,64 |
| 10   | Stefanie Grob             | Svizzera | 1:16,70 |

Località: Châtel

Data: 31 gennaio 

Ore: 10:15 (UTC+1)

Pista: Linga

Partenza: 1 730 m s.l.m.

Arrivo: 1 198 m s.l.m.

Lunghezza: 1 9925 m

Dislivello: 532 m

Porte: 40

Tracciatore: Stefan Johnsen Havnelid (Norvegia)

#### Slalom gigante
| Pos. | Atleta                 | Nazione     | Tempo   |
| ---- | ---------------------- | ----------- | ------- |
| 1    | Britt Richardson       | Canada      | 2:01,96 |
| 2    | Stefanie Grob          | Svizzera    | 2:02,77 |
| 3    | Lara Colturi           | Albania     | 2:03,14 |
| 4    | Ambra Pomarè           | Italia      | 2:03,45 |
| 5    | Elisabeth Bocock       | Stati Uniti | 2:03,52 |
| 6    | Janine Mächler         | Svizzera    | 2:03,69 |
| 7    | Jana Fritz             | Germania    | 2:03,81 |
| 8    | Federica Carolli       | Italia      | 2:03,89 |
| 9    | Valentina Rings-Wanner | Austria     | 2:03,94 |
| 10   | Cornelia Öhlund        | Svezia      | 2:04,42 |

Località: Saint-Jean-d'Aulps

Data: 2 febbraio

Pista: Esserailloux

Partenza: 1 735 m s.l.m.

Arrivo: 1 427 m s.l.m.

Dislivello: 308 m

1ª manche:

Ore: 9:30 (UTC+1)

Porte: 43

Tracciatore: Mikael Kurki (Finlandia)

2ª manche:

Ore: 13:15 (UTC+1)

Porte: 44

Tracciatore: Filip Baláž (Slovacchia)

#### Slalom speciale
| Pos. | Atleta               | Nazione  | Tempo   |
| ---- | -------------------- | -------- | ------- |
| 1    | Dženifera Ģērmane    | Lettonia | 1:22,98 |
| 2    | Anuk Brändli         | Svizzera | 1:24,40 |
| 3    | Cornelia Öhlund      | Svezia   | 1:24,57 |
| 4    | Natalie Falch        | Austria  | 1:24,75 |
| 5    | Beatrice Sola        | Italia   | 1:25,12 |
| 6    | Ambra Pomarè         | Italia   | 1:24,41 |
| 7    | Annabel Jallat       | Francia  | 1:25,80 |
| 8    | Charlotte Grandinger | Germania | 1:25,81 |
| 9    | Giorgia Collomb      | Italia   | 1:25,84 |
| 10   | Leonie Raich         | Austria  | 1:26,31 |

Località: Avoriaz

Data: 3 febbraio

Pista: Tête aux boeufs

Partenza: 1 912 m s.l.m.

Arrivo: 1 749 m s.l.m.

Dislivello: 163 m

1ª manche:

Ore: 10:00 (UTC+1)

Porte: 52

Tracciatore: Shaun Goodwin (Stati Uniti)

2ª manche:

Ore: 13:00 (UTC+1)

Porte: 50

Tracciatore: Aleš Sever (Slovenia)

#### Combinata a squadre
| Pos. | Nazione     | Atlete                         |
| ---- | ----------- | ------------------------------ |
| 1    | Svizzera I  | Malorie Blanc Anuk Brändli     |
| 2    | Austria I   | Viktoria Bürgler Natalie Falch |
| 3    | Svizzera II | Stefanie Grob Janine Mächler   |

Data: 31 gennaio

1ª manche:

Località: Châtel

Ore: 10:15 (UTC+1)

Pista: Linga

Partenza: 1 730 m s.l.m.

Arrivo: 1 198 m s.l.m.

Lunghezza: 1 9925 m

Dislivello: 532 m

Porte: 40

Tracciatore: Stefan Johnsen Havnelid (Norvegia)

2ª manche:

Località: Morzine

Ore: 17:00 (UTC+1)

Pista: Stade du Pleney

Partenza: 1 210 m s.l.m.

Arrivo: 1 014 m s.l.m.

Dislivello: 196 m

Porte: 57

Tracciatore:

### Misto

#### Gara a squadre
| Pos. | Nazione     | Atleti                                                                                    |
| ---- | ----------- | ----------------------------------------------------------------------------------------- |
| 1    | Norvegia    | Thea Emilie Benth Jellum Johs Bråthen Herland Madeleine Sylvester-Davik Hans Grahl-Madsen |
| 2    | Svezia      | Cornelia Öhlund Lucas Kongsholm Liza Backlund Emil Nyberg                                 |
| 3    | Stati Uniti | Liv Moritz Camden Palmquist Elisabeth Bocock Cooper Puckett                               |

Località: Les Gets

Data: 1º febbraio

Ore: 18:45 

Pista: Les Perrieres 

Partenza: 1 236 m s.l.m.

Arrivo: 1 120 m s.l.m.

Dislivello: 116 m

Porte: 22

Tracciatore: 

##### Torneo
La gara a squadre consiste in una competizione di slalom parallelo tra rappresentative nazionali composte da quattro atleti, due sciatori e due sciatrici, che si affrontano a due a due sul percorso di gara. Ai vincitori spetta un punto; in caso entrambe le squadre ottengano due punti, passa il turno la squadra che ha ottenuto il miglior tempo stabilito sommando le migliori prestazioni maschili e femminili.
|  | Ottavi di finale | Ottavi di finale |             |   | Quarti di finale          | Quarti di finale          |  |  | Semifinali | Semifinali |  |  | Finale | Finale |
|  |                  |                  |             |   |                           |                           |  |  |            |            |  |  |        |        |
|  |                  |                  |             |   |                           |                           |  |  |            |            |  |  |        |        |
|  |                  |                  |             |   |                           |                           |  |  |            |            |  |  |        |        |
|  | Svizzera         | 4                |             |   |                           |                           |  |  |            |            |  |  |        |        |
|  | Svizzera         | 4                |             |   |                           |                           |  |  |            |            |  |  |        |        |
|  | Belgio           | 0                |             |   |                           |                           |  |  |            |            |  |  |        |        |
|  | Belgio           | 0                | Svizzera    | 2 |                           |                           |  |  |            |            |  |  |        |        |
|  |                  |                  | Svizzera    | 2 |                           |                           |  |  |            |            |  |  |        |        |
|  |                  | Stati Uniti      | 2           |   |                           |                           |  |  |            |            |  |  |        |        |
|  | Stati Uniti      | Stati Uniti      | 2           | 3 |                           |                           |  |  |            |            |  |  |        |        |
|  | Stati Uniti      |                  |             | 3 |                           |                           |  |  |            |            |  |  |        |        |
|  | Finlandia        | 1                |             |   |                           |                           |  |  |            |            |  |  |        |        |
|  | Finlandia        | 1                | Stati Uniti | 2 |                           |                           |  |  |            |            |  |  |        |        |
|  |                  |                  | Stati Uniti | 2 |                           |                           |  |  |            |            |  |  |        |        |
|  |                  | Svezia           | 2           |   |                           |                           |  |  |            |            |  |  |        |        |
|  | Svezia           | Svezia           | 2           | 3 |                           |                           |  |  |            |            |  |  |        |        |
|  | Svezia           |                  |             | 3 |                           |                           |  |  |            |            |  |  |        |        |
|  | Regno Unito      | 1                |             |   |                           |                           |  |  |            |            |  |  |        |        |
|  | Regno Unito      | 1                | Svezia      | 2 |                           |                           |  |  |            |            |  |  |        |        |
|  |                  |                  | Svezia      | 2 |                           |                           |  |  |            |            |  |  |        |        |
|  |                  | Francia          | 2           |   |                           |                           |  |  |            |            |  |  |        |        |
|  | Francia          | Francia          | 2           | 4 |                           |                           |  |  |            |            |  |  |        |        |
|  | Francia          |                  |             | 4 |                           |                           |  |  |            |            |  |  |        |        |
|  | Andorra          | 0                |             |   |                           |                           |  |  |            |            |  |  |        |        |
|  | Andorra          | 0                | Svezia      | 1 |                           |                           |  |  |            |            |  |  |        |        |
|  |                  |                  | Svezia      | 1 |                           |                           |  |  |            |            |  |  |        |        |
|  |                  | Norvegia         | 3           |   |                           |                           |  |  |            |            |  |  |        |        |
|  | Germania         | Norvegia         | 3           | 2 |                           |                           |  |  |            |            |  |  |        |        |
|  | Germania         |                  |             | 2 |                           |                           |  |  |            |            |  |  |        |        |
|  | Rep. Ceca        | 2                |             |   |                           |                           |  |  |            |            |  |  |        |        |
|  | Rep. Ceca        | 2                | Germania    | 1 |                           |                           |  |  |            |            |  |  |        |        |
|  |                  |                  | Germania    | 1 |                           |                           |  |  |            |            |  |  |        |        |
|  |                  | Canada           | 3           |   |                           |                           |  |  |            |            |  |  |        |        |
|  | Austria          | Canada           | 3           | 1 |                           |                           |  |  |            |            |  |  |        |        |
|  | Austria          |                  |             | 1 |                           |                           |  |  |            |            |  |  |        |        |
|  | Canada           | 3                |             |   |                           |                           |  |  |            |            |  |  |        |        |
|  | Canada           | 3                | Canada      | 1 |                           |                           |  |  |            |            |  |  |        |        |
|  |                  |                  | Canada      | 1 |                           |                           |  |  |            |            |  |  |        |        |
|  |                  | Norvegia         | 3           |   | Finale per il terzo posto | Finale per il terzo posto |  |  |            |            |  |  |        |        |
|  | Norvegia         | Norvegia         | 3           | 4 | Finale per il terzo posto | Finale per il terzo posto |  |  |            |            |  |  |        |        |
|  | Norvegia         |                  |             | 4 |                           |                           |  |  |            |            |  |  |        |        |
|  | Slovacchia       | 0                |             |   |                           |                           |  |  |            |            |  |  |        |        |
|  | Slovacchia       | 0                | Norvegia    | 3 | Stati Uniti               | 3                         |  |  |            |            |  |  |        |        |
|  |                  |                  | Norvegia    | 3 | Stati Uniti               | 3                         |  |  |            |            |  |  |        |        |
|  |                  | Italia           | 1           |   | Canada                    | 1                         |  |  |            |            |  |  |        |        |
|  | Italia           | Italia           | 1           | 3 | Canada                    | 1                         |  |  |            |            |  |  |        |        |
|  | Italia           |                  |             | 3 |                           |                           |  |  |            |            |  |  |        |        |
|  | Polonia          | 1                |             |   |                           |                           |  |  |            |            |  |  |        |        |
|  | Polonia          | 1                |             |   |                           |                           |  |  |            |            |  |  |        |        |

## Medagliere per nazioni
| Pos. | Nazione     | Oro | Argento | Bronzo | Totale |
| ---- | ----------- | --- | ------- | ------ | ------ |
| 1    | Svizzera    | 4   | 3       | 2      | 9      |
| 2    | Italia      | 2   | 1       | 1      | 4      |
| 3    | Austria     | 1   | 3       | 2      | 6      |
| 4    | Norvegia    | 1   | 0       | 1      | 2      |
| 4    | Stati Uniti | 1   | 0       | 1      | 2      |
| 6    | Canada      | 1   | 0       | 0      | 1      |
| 6    | Lettonia    | 1   | 0       | 0      | 1      |
| 8    | Francia     | 0   | 2       | 0      | 2      |
| 9    | Svezia      | 0   | 1       | 2      | 3      |
| 10   | Spagna      | 0   | 1       | 0      | 1      |
| 11   | Albania     | 0   | 0       | 1      | 1      |
| 11   | Finlandia   | 0   | 0       | 1      | 1      |